# Cheaper Thrills
Cheaper Thrills è un album live dei Big Brother and the Holding Company pubblicato nel 1983.

## Storia
Pubblicato inizialmente in Francia nel 1983 dalla FanClub, un'etichetta specializzata nella pubblicazione di materiale raro, fuori stampa o di interesse storico, l'anno successivo venne ripubblicato con brani aggiuntivi da altre etichette come la Rhino Records negli Stati Uniti d'America e la Edsel Records nel Regno Unito.

## Tracce
1. Come on Baby Let the Good Times Roll – 2:32 (Leonard Lee)
2. I Know You Rider – 3:08
3. Moanin' at Midnight – 4:55 (Chester Burnett)
4. Hey Baby – 2:48 (Big Brother & The Holding Company)
5. Down On Me – 2:40 (Big Brother & The Holding Company)
6. Whisperman – 1:43 (Big Brother & The Holding Company, Michael McCausland)
7. Women Is Losers – 3:39 (Janis Joplin)
8. Blow My Mind – 2:30 (Jimmy McCracklin)
9. Ball & Chain – 6:37 (Big Mama Thornton)
10. Harry – 0:29 (David Getz)

## Formazione
- Peter Albin: basso e voce
- David Getz: batteria
- Sam Andrew: chitarra
- Janis Joplin: voce e maracas